# 臺北市士林區天母國民小學
臺北市立天母國民小學是台灣台北市的市立小學。1981年8月1日建校。

## 歷任校長
- 吳秉勳：1981年8月 - 1989年8月
- 陳巧雲：1989年8月 - 1997年8月
- 陳根深：1997年8月 - 2001年8月
- 張輝雄：2001年8月 - 2010年8月
- 王慧珠：2010年8月 - 2017年8月
- 梁俊堯：2017年8月 - 2024年8月
- 邱雅莉：2024年8月 - 現任

## 外部連結
- 台北市立天母國民小學官方網站 （页面存档备份，存于）
- 臺北市士林區天母國民小學的Facebook專頁